# Abbás al-Músáví
Abbás al-Músáví (arabsky عباس الموسوي‎; 1952 – 16. února 1992, Nabatíja) byl vlivný ší'itský duchovní vůdce a spoluzakladatel a vůdce teroristického hnutí Hizballáh. V roce 1992 byl zabit izraelskou armádou.

## Biografie
Narodil se ve vesnici al-Nabi Šajt v libanonském údolí Bikáa. Osm let studoval teologii v iráckém městě Nadžaf, kde byl ovlivněn názorem íránského ajjatoláha Rúdolláha Chomejního. V roce 1978 se vrátil zpět do Libanonu, kde se v roce 1982 společně s šejchem Subhí al-Tufajlím podílel na vzniku hnutí a milice Hizballáh. V letech 1983 až 1985 byl velitelem operačního oddělení bezpečnostního oddělení této milice a následně v letech 1985 až 1988 stál v čele ozbrojeného křídla organizace. V únoru 1988 se též podílel na únosu podplukovníka americké námořní pěchoty Williama Higginse.
V květnu 1991 byl vybrán do pozice nového vůdce Hizballáhu. Al-Músáví byl sice vnímán jako větší pragmatik a méně militantní vůdce než jeho předchůdce al-Tufajlí, přesto však za jeho vedení došlo k eskalaci konfrontace s Izraelem v jižním Libanonu. Po svém zvolení slíbil, že Hizballáh „vymaže všechny stopy přítomnosti Izraele v Palestině“ a Izrael samotný popsal jako „rakovinu Blízkého východu.“ Dále slíbil „zintenzivnit vojenské a politické akce Hizballáhu s cílem narušit mírová jednání.“
Počátkem roku 1992 se Izrael rozhodl pro al-Músávího únos, čímž chtěl docílit zlepšení vyjednávací pozice pro propuštění nezvěstného navigátora Rona Arada. Byl však natolik dobře chráněn, že nebylo možné jej zajmout. Náčelník Generálního štábu generálporučík Ehud Barak se proto se souhlasem premiéra Jicchaka Šamira rozhodl pro jeho likvidaci. Útočné vrtulníky Apache následně raketami zničily konvoj dvou aut, v nichž zahynul al-Musáví s rodinou a jeho bodyguardi. Jeho likvidace vedla k pětidennímu ostřelování západní Galileje raketami Kaťuša a teroristickým útokům proti izraelským cílům v Ankaře a Buenos Aires.
V pozici vůdce Hizballáhu jej nahradil Hasan Nasralláh.